# Leopold VI. Avstrijski
Leopold VI. Babenberški, znan kot Leopold Slavni, je bil od leta 1194 vojvoda Štajerske in od leta 1198 do svoje smrti vojvoda Avstrije  * 15. oktober 1176, †  28. julij 1230.

## Življenje
Leopold VI. je bil mlajši sin avstrijskega vojvode Leopolda V. in njegove žene Helene Ogrske, hčerke ogrskega kralja Géze II. in  Eufrozine Kijevske. Leta 1193 je bil zaročen z Damsel Ciprsko, vendar se z njo ni poročil.
Po smrti Leopolda V. je bila babenberška vladavina v nasprotju z določili Georgenberškega sporazuma razdeljena: Leopoldov starejši brat Friderik I. je dobil vojvodino Avstrijo, ki je približno ustrezala  sedanji Spodnji Avstriji in vzhodni Zgornji Avstriji, medtem ko je Leopold VI. postal vojvoda Štejerske. Po Friderikovi smrti štiri leta kasneje sta bili vojvodini ponovno združeni.
Leopold VI. je sodeloval v rekonkvisti Španije in dveh križarskih vojnah: albižanski križarski vojni leta 1212 in neuspeli peti križarski vojni od leta 1217 do 1221. Tako kot njegovi predhodniki je poskušal razviti deželo z ustanavljanjem samostanov. Najpomembnejši je bil samostan Lilienfeld v dolini spodnjeavstrijske  reke Traisen, kjer je bil po smrti tudi pokopan. Razen tega je podpiral takrat zelo moderna beraška redova frančiškanov in dominikancev. Leta 1212 je v mesto povzdignil Enns in leta 1221 Dunaj.
Med  Leopoldovo vladavino je začel v  Avstrijo prihajati gotski slog.  Cappella Speciosa v njegovi začasni rezidenci Klosterneuburg je znana kot prva stavba v gotskem slogu v Podonavju. Rekonstrukcijo kapele je danes mogoče videti v vrtovih palače Laxenburg.
Leopoldov dvor je bil znan kot središče minnesanga. Na njem so delovali na primer Walther von der Vogelweide, Neidhart von Reuenthal in Ulrich von Liechtenstein. Na njegovem dvoru je bila morda napisana tudi Pesem o Nibelungih.
Babenberška Avstrija je pod Leopoldovo vladavino dosegla višek svojega ugleda. Dokaza za to sta njegova poroka z bizantinsko princeso Teodoro Angelino in njegov poskus končanja vojne ključev med cesarjem Svetega rimskega cesarstva Friderikom II. in papežem Gregorjem IX. Poskusa ni dokončal, ker  je leta 1230 v San Germanu umrl.

## Družina
Leopold VI. in Angelina ta imela sedem otrok:
- Margareto (1204 – 29. oktober 1266), poročeno s Henikom VII. Nemškim,[7] najstarejšim sinom cesarja Friderika II.; po njegovi smrti se je poročila z Otokarjem II. Češkim.[8]
- Nežo (19. februar 1205 – 29. avgust 1226), poročeno z  Albertom I. Saškim.[9]
- Leopolda (1207–1216), umrlega po padcu z drevesa.[9]
- Henrika II. Mödlinškega (1208 – 28. november 1228,[2], poročenega z Nežo Turingijsko.[9] Njuna edinka Gertruda je po smrti svojega strica postala glavna dedinja Babenberžanov.
- Gertrudo (1210–1241), poročeno s turingijskim  deželnim grofom  Henrikom Raspejem.[9]
- Friderika II. Avstrijskega (25. april 1211 – 15. junij 1246), vojvodo Avstrije. [9]
- Konstancijo (6.april 1212 – 5. junij 1243), poročeno z meissenskim mejnim grofom Henrikom III.[9]